# Didier Moreau
Pour les articles homonymes, voir Moreau.
Didier Moreau est un karatéka français né le 24 janvier 1962. Il est surtout connu pour avoir remporté l'épreuve de kumite individuel masculin open aux championnats d'Europe de karaté 1987 organisés à Glasgow en Écosse.

## Résultats
| Résultat           | Date | Épreuve                | Catégorie | Compétition                 | Ville hôte       |
| ------------------ | ---- | ---------------------- | --------- | --------------------------- | ---------------- |
| Médaille de bronze | 1987 | Kumite individuel open | Seniors   | Championnats départementale | Paris, en France |